# Aleksandr Khartchenkov
Aleksandr Sergueïevitch Khartchenkov (en russe : Александр Сергеевич Харченков), né le 4 juin 1953, à Moscou, dans la République socialiste fédérative soviétique de Russie (Union soviétique), est un joueur et entraîneur soviétique puis russe de basket-ball.

## Biographie
Son fils, Ivan (de), né en 2006, est l'un des meilleurs joueurs de basket-ball de sa génération et un autre de ses fils, Nikita (de), né en 1987, est aussi joueur professionnel de basket-ball.

## Palmarès
- Champion du monde 1974
- Finaliste du championnat d'Europe 1977